# 4047 Чан'Е
4047 Чан'Е (4047 Chang'E) — астероїд головного поясу, відкритий 8 жовтня 1964 року.
Тіссеранів параметр щодо Юпітера — 3,373.